# 白川公園 (名古屋市)
白川公園（しらかわこうえん）は、愛知県名古屋市中区栄二丁目にある公園である。

## 概要

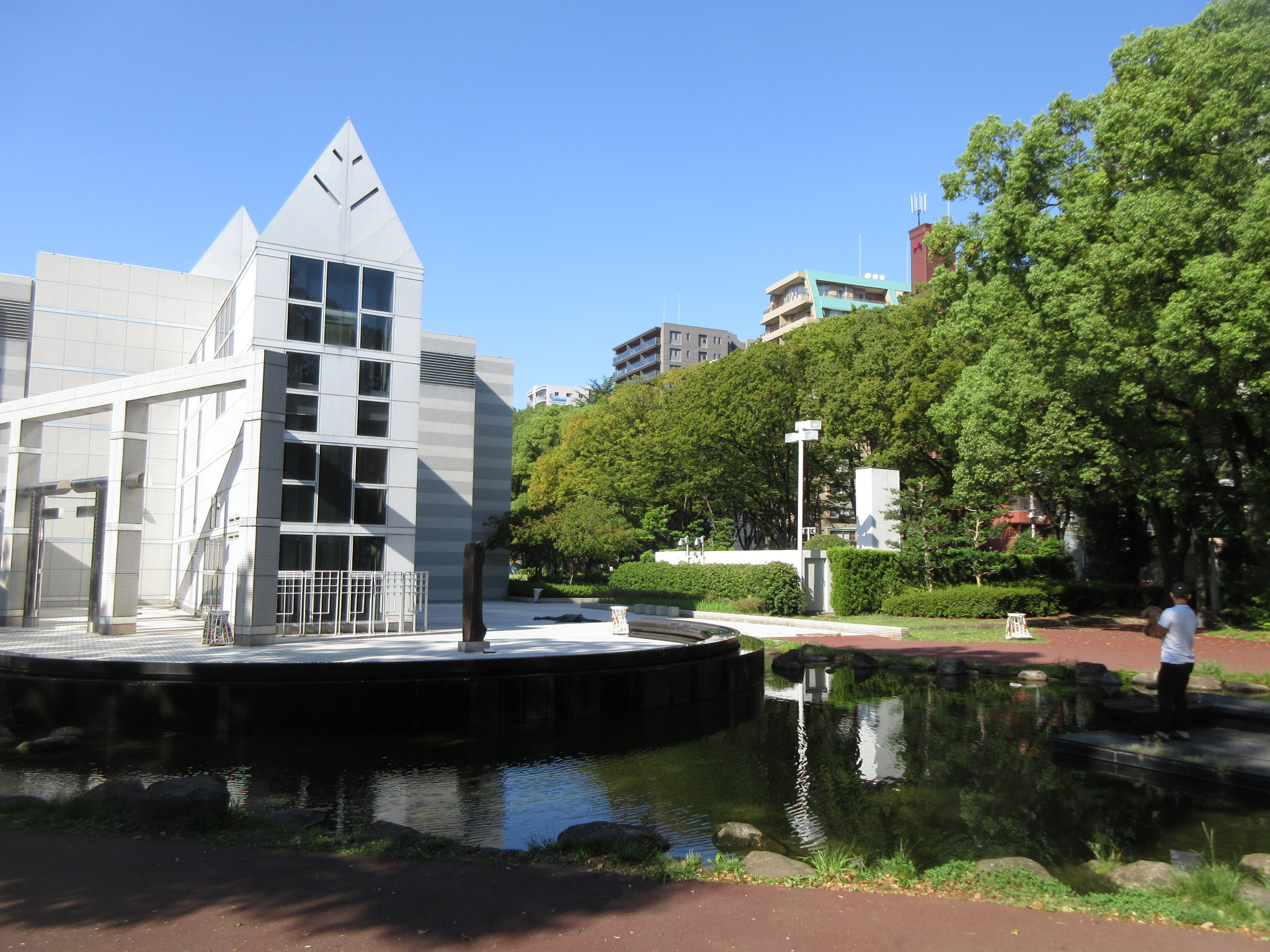
名古屋市美術館

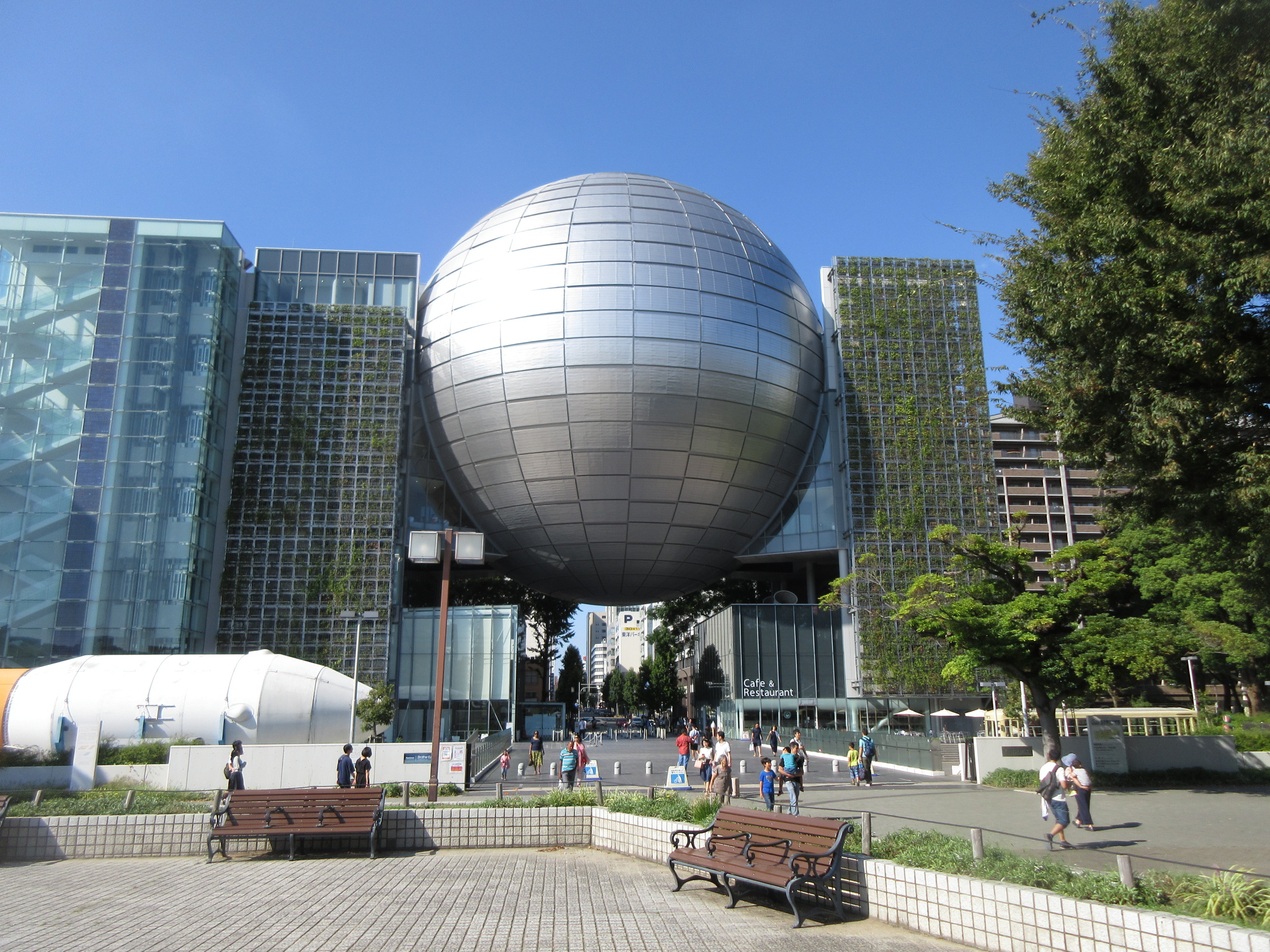
名古屋市科学館

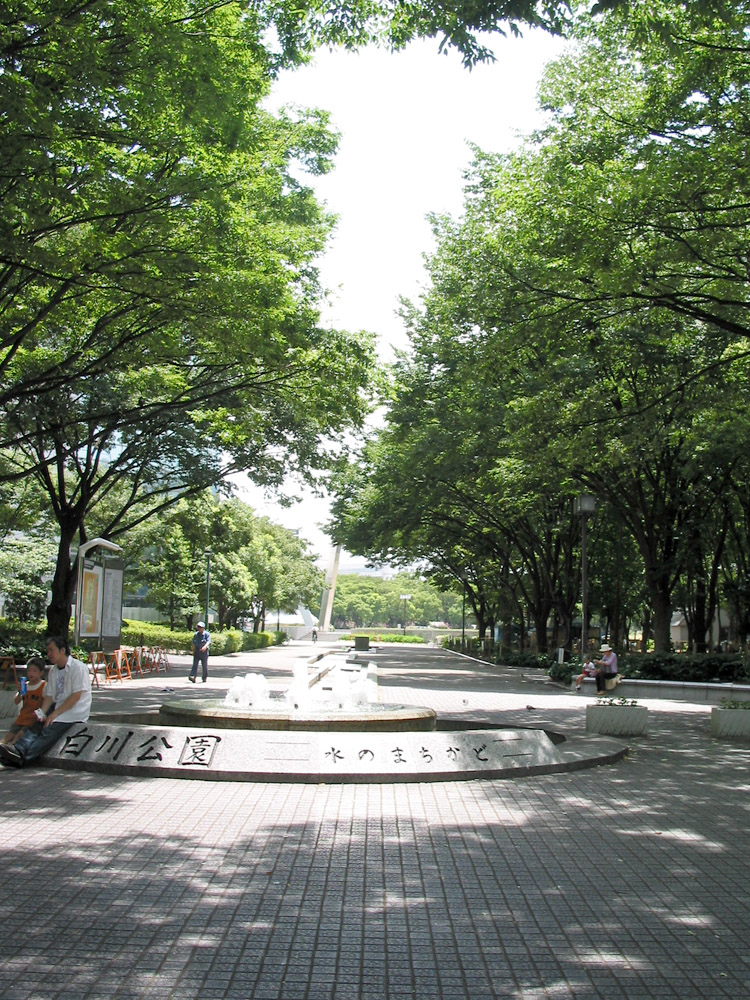
公園北西側入口

名古屋市の中心オフィス街伏見に程近いところにある緑豊かな公園である。グラウンドもあり、祭りやデモ行進などの集合場所として利用されることもある。公園内には、名古屋市科学館や名古屋市美術館などがある。
すぐ南の若宮大通（通称：100m道路）は、その上を名古屋高速2号東山線の高架が走っており、高架下が駐車場やミニ都市型公園になっている。
2013年（平成25年）度後半（同年11月）以降は、「芸術と科学の杜」の愛称が付与されている。科学館・美術館のWEBサイトや配布されているガイドマップ等にその旨が記載されている。 
また、公園内にある噴水は空気の読める噴水と呼ばれることもあり、踊ってみた動画に使用されることもある。

## 公園内の施設
- 名古屋市科学館
- 名古屋市美術館

## 歴史
- 1942年（昭和17年） - 寺町であった当時の栄区白川町一帯に、紀元二千六百年記念事業（後に防空公園）として白川公園が計画された。
- 1945年（昭和20年）3月12日 - 名古屋大空襲により白川町も全域が焦土となり、終戦。戦後は連合軍により接収され、キャッスル・ハイツ（アメリカ村）と呼ばれる在日米軍の家族住宅地となった（米軍住宅地の北辺は、入江町通まで広がっていた）。
- 1958年（昭和33年） - 米軍より返還。以後都市公園として整備開始。
- 1962年（昭和37年） - 市立名古屋科学館天文館・理工館が開館。
- 1988年（昭和63年） - 名古屋市美術館が開館。
- 1989年（平成元年）4月29日 - 市立名古屋科学館が名古屋市科学館に名称変更、生命館開館。
- 1991年（平成3年） - 中部日本放送（CBCテレビ）が開局40周年を記念して科学館横の噴水を改修、完成後に名古屋市に寄贈した。完成した同年10月10日（当時は体育の日だった）には同局の看板番組だった『ミックスパイください』の公開生放送が行われた。番組中には当時の名古屋市長・CBC社長も臨席して竣工式があり、CBC社長に感謝状の贈呈・噴水のお披露目が行われた。噴水は公募により『虹の舞・白川』と命名された。
- 1995年（平成7年） - 「白川公園彫刻プロムナード」事業開始（2001年（平成13年）まで）。
- 2002年（平成14年） - 公園内にテントを設置して生活するホームレスを収容するため、緊急一時宿泊施設（シェルター）を、南に隣接した若宮大通公園内に設置。
- 2005年（平成17年） - 名古屋市によりホームレスのテント・小屋を強制撤去する行政代執行が行なわれた。

## 周辺
- 伏見ライフプラザ
- 大須観音
- テレビ愛知

## 周辺の幹線道路
- 伏見通（国道19号・国道22号）
- 若宮大通

## アクセス
- 名古屋市営地下鉄東山線・鶴舞線「伏見駅」下車、5番出口より徒歩で約5分[3]。
- 名古屋市営地下鉄鶴舞線「大須観音駅」下車、2番出口から徒歩で約7分[4]。
- 名古屋市営バスの「白川公園」、名鉄バス（基幹バス）の「白川公園前」バス停下車。